# Elaeocarpus simplex
Elaeocarpus simplex là một loài thực vật có hoa trong họ Côm. Loài này được Kurz mô tả khoa học đầu tiên năm 1874.